# 케빈 딜런
케빈 딜런(Kevin Dillon, 1965년 8월 19일 ~ )은 미국의 배우이다. HBO 드라마 《안투라지》(2004-11) 출연으로 골든 글로브상 시리즈·미니시리즈·텔레비전 영화 부문 남우조연상과 프라임타임 에미상 코미디 시리즈 부문 남우조연상 후보에 올랐다.

## 출연 작품

### 영화
- 플래툰 (1986) - 버니 역
- 디어 아메리카 (1987, Dear America: Letters Home from Vietnam)
- 외계인의 비디오 (1988)
- 특명 24시 (1988, The Rescue) - JJ. 메릴 역
- 도어즈 (1991) - 존 덴스모어 역
- 안투라지 (2015)

### 텔레비전
- 안투라지 (2004-11)